# Gal (Einheit)
Das Gal (benannt nach Galileo Galilei) ist die Einheit, in der in den Geowissenschaften häufig die Schwerebeschleunigung auf der Erde angegeben wird. Es ist keine SI-Einheit, sondern basiert auf dem CGS-Einheitensystem. Daher wird das Gal seit dem 1. Januar 1978 nicht mehr für die gesetzliche Angabe der Beschleunigung verwendet, in offiziellen Dokumenten in Deutschland und Österreich ist nur noch die Angabe in der SI-Einheit m/s² zulässig.
- 1 Gal = 1 cm/s² = 0,01 m/s², also etwa ein Promille der durchschnittlichen Erdbeschleunigung von ca. 9,81 m/s² ≈ 10 m/s² = 1 leo = 1000 Gal = 1 kGal;
umgekehrt gilt also: 1 m/s² = 100 Gal = 1 hGal = 0,1 kGal.
- 1 Milligal = 1 mGal = 0,01 mm/s² = 10 μm/s², also ca. ein Millionstel der Erdbeschleunigung.

## Zahlenbeispiele
An verschiedenen Punkten der Erdoberfläche variiert die Erdbeschleunigung wegen der Abplattung unseres Planeten um bis zu 0,5 Prozent (Schwereabplattung). Die Erdbeschleunigung beträgt
- am Äquator im Mittel 978,03 Gal (≈ 9,78 hGal | m/s²),
- auf 45° geographische Breite etwa 980,6 Gal (≈ 9,81 hGal | m/s²),[A 1]
- am Nordpol 983,22 Gal (≈ 9,83 hGal | m/s²).

Dazu kommt jeweils noch der Vertikalgradient von etwa −0,3086 mGal/m. So beträgt die Erdbeschleunigung z. B. am Südpol etwa 982,5 Gal und damit etwas weniger als am Nordpol, weil der Südpol auf ca. 3 km Höhe liegt.
In der Geophysik und Geodäsie misst man die Schwerebeschleunigung und berechnet die Abweichungen des gemessenen, wahren Schwerefeldes vom theoretisch berechneten Schwerefeld des mittleren Erdellipsoides. Aus diesen Schwereanomalien lässt sich die Struktur der Erdkruste, ihre Lagerstätten und das Geoid bestimmen.
Schwereanomalien erreichen etwa ±0,3 Gal, mit modernen Gravimetern lassen sie sich auf ±0,001 mGal = 0,01 μm/s² genau messen, also auf 1 : 1 Milliarde. Zum Beispiel ist die größte Schwereanomalie in den Ostalpen Δg = −0,2 Gal, weil die Erdkruste unter großen Gebirgen weiter in den Erdmantel hinunterreicht als anderswo. Doch bewirken schon die lockeren Sedimente eines breiten Alpentales Änderungen bis 0,02 Gal, das Wiener Becken oder die oberrheinische Tiefebene sogar von fast 0,1 Gal.

## Verwendung in der Gravimetrie
Das Milligal wird bis heute – sechs Jahrzehnte nach der Einführung des SI – in Geodäsie und Geophysik nach wie vor am häufigsten verwendet und nur zögernd durch die abgeleitete SI-Einheit μm/s² ersetzt (1 mGal = 10 μm/s²). Denn das Milligal ist eine handliche Einheit kleiner Änderungen im Erdschwerefeld und hat daher die für die gravimetrische Praxis bestgeeignete Größenordnung:
- Die Geländereduktion (topografische Reduktion von Schweremessungen) beträgt im Hügelland einige mGal und im Hochgebirge bis zu 30 mGal. Sie lässt sich aber wegen der im Innern der Berge unsicheren Gesteinsdichte kaum genauer als auf 1 mGal berechnen (siehe Digitales Geländemodell).
- Die Messabweichung in den Messwerten von üblichen Gravimetern (Messgeräte nach dem Prinzip der Federwaage) liegt beim praktischen Einsatz im rauen Gelände meist ebenfalls im mGal-Bereich oder knapp darunter.
- Daher ist letztendlich die Genauigkeit der gesuchten Schwereanomalien ebenfalls bei 0,5 bis 2 mGal. Nur bei sehr stabilen Verhältnissen (etwa bei Gradiometrie auf einem Messpfeiler im klimatisierten Keller) kann man die Messgenauigkeit von etwa 0,01 mGal = 0,1 μm/s² tatsächlich ausnutzen.

Beispielsweise beträgt die Bouguer-Anomalie im Zentrum der Ostalpen −150 bis −200 mGal und lässt sich lokal auf etwa 1–5 mGal interpolieren. Eine ähnliche Auflösung haben die Schwerekarten und Datenbanken, welche die angewandte Geophysik für die Exploration (Vorerkundung) von Erzgängen, Erdöl- und anderen Lagerstätten bereitstellt.